# Йосіока (Ґумма)

36°26′51″ пн. ш. 139°0′37″ сх. д. / 36.44750° пн. ш. 139.01028° сх. д.
Йосіо́ка (яп. 吉岡町, よしおかまち, МФА: [joɕioka mat͡ɕi̥]) — містечко в Японії, в повіті Кіта-Ґумма префектури Ґумма. Станом на 1 жовтня 2007 площа містечка становила 20,50 км². Станом на 1 серпня 2008 населення містечка становило 18 984 осіб.